# Никель (Акмолинская область)
Никель (каз. Никель) — упразднённый посёлок в Есильском районе Акмолинской области Казахстана. Упразднен в 1990-е годы.

## География
Располагался на левом берегу реки Ишим, в 7,5 км к северо-востоку от села Знаменка.

## Население
В 1989 году население села составляло 44 человека. Национальный состав: украинцы — 20 %.